# Colture organotipiche
Le colture organotipiche rappresentano una tecnica di coltura tridimensionale di tessuti in vitro, utilizzata nella ricerca biomedica per lo studio dello sviluppo di un tessuto, per test tossicologici e farmacologici.

## Modelli sperimentali esistenti
Le colture cellulari hanno rappresentato per decenni un utile metodo per lo studio delle patologie in vitro. Queste colture possiedono il grande vantaggio della maneggevolezza dato che sono costituite da un'unica linea cellulare, in grado di crescere in un unico strato in un supporto di plastica. Allo stesso tempo, la loro semplicità rende difficile considerare le colture cellulari un modello in grado di mimare un tessuto o un organismo complesso. Inoltre, molte linee cellulari sono di derivazione tumorale, rendendo difficile il confronto con un tessuto normale.
Anche l'utilizzo delle colture cellulari primarie non ha permesso di superare il problema dell'eccessiva semplicità.
I modelli animali nella ricerca biomedica possiedono il vantaggio di poter mimare un organismo complesso, con tutte le interazioni fisiologiche dei diversi tessuti rendendo la sperimentazione animale necessaria per lo studio degli effetti terapeutici e tossici dei farmaci, prima dell'immissione in commercio. Lo svantaggio dei modelli animali è rappresentato dalla loro eccessiva complessità che non permette un controllo di tutti i parametri.
In diversi campi della ricerca scientifica, vi è un crescente interesse nello sviluppo di nuovi modelli in grado di mimare i meccanismi complessi di interazione tra le cellule che si osservano nei tessuti complessi. In aggiunta a questo, l'industria farmaceutica necessita di modelli complessi per lo studio della tossicologia dei farmaci nella fase pre-clinica.

## Vantaggi delle colture organotipiche
L'utilizzo delle colture organotipiche è in grado di coprire il gap esistente tra la semplicità delle colture cellulari e l'eccessiva complessità di un modello animale.
Le colture offrono l'opportunità di coltivare in un sistema in vitro dei tessuti animali o umani, espiantati da un soggetto donatore e mantenuti vitali e attivi in condizioni controllate.
I principali vantaggi sono:
- Semplicità: le colture organotipiche sono mantenute vitali in sistemi simili a quelli utilizzati per le colture cellulari. La coltura viene mantenuta in un ambiente nutritivo liquido o solido a 37 °C.
- Complessità: le colture derivano da un tessuto, quindi sono composte da tutte le linee cellulari presenti nel tessuto originale e organizzate nella loro struttura fisiologica con tutte le loro connessioni.

## Colture organotipiche di cervello
Le colture organotipiche più utilizzate sono quelle di derivazione neuronale.

### Metodo "Roller-Tube"
Il primo approccio venne sviluppato da Hogue nel 1947 e successivamente modificato da Costero e Pomerat nel 1951 quando del tessuto cerebrale umano venne coltivato in vitro. La tecnica si basava sull'inclusione di un tessuto cerebrale in un coagulo formato da globulina e plasma di pollo. Questa tecnica venne descritta in modo approfondito nel 1981 da Gähwiler utilizzando fettine di tessuto cerebrale di ratto e venne chiamata Roller-Tube. Il nome deriva dal movimento rotatorio con cui viene mantenuta la coltura. Infatti, la fettina di tessuto cerebrale viene inclusa in un coagulo, formato da plasma di gallina e trombina su un vetrino, e mantenuta in vita in un terreno di coltura liquido simile a quello utilizzato per le colture cellulari. Il vetrino immerso nel terreno viene mantenuto in una provetta, inserita in uno supporto che mantiene un movimento rotatorio (10 rivoluzioni per ora, nell'articolo del 1981). La fettina di tessuto viene mantenuta in coltura per diverse settimane e il movimento favorisce la riduzione dello spessore del tessuto dagli originali 300-400 µm ai circa 50 µm. La riduzione dello spessore rende il tessuto utile per analisi microscopica dello sviluppo della connettività neuronale, dello sviluppo delle fibre, della struttura sinaptica e per elettrofisiologia.

### Metodo "Interface"
Successivamente, un semplice metodo di coltura venne sviluppato da Stoppini e chiamato "interface". In questa tecnica, fettine di tessuto vengono preparate da tessuto cerebrale espiantato da topo o ratto (ippocampo nel lavoro di Stoppini) e mantenute in coltura su una membrana semiporosa a contatto con una piccola quantità di terreno liquido, permettendo al tessuto di vivere in un'interfaccia aria-liquido, non essendo mai immerso. La coltura viene mantenuta vitale in un classico incubatore per cellule a 37 °C, 95% di umidità e 5% di anidride carbonica.
I vantaggi di questa tecnica sono la maggiore semplicità rispetto al "Roller-Tube" e la possibilità di preservare l'integrità strutturale del tessuto, permettendo così di poter recuperare un quantitativo sufficiente di materiale biologico (RNA, proteine) per le successive analisi molecolari.
L'idea alla base di questa tecnica è la possibilità di osservare il funzionamento fisiologico del tessuto nervoso in vitro, grazie alla possibilità del tessuto di sopravvivere espiantato per settimane. Infatti, cellule di fettine di tessuto cerebrale umano post-mortem sono in grado di sopravvivere in vitro per più di 70 giorni.

## Vantaggi e svantaggi
- La tecnica è utile per tessuti che mantengono omogenea la loro struttura, come per l'ippocampo, permettendo così di produrre fettine con la stessa composizione cellulare.
- Anche se l'ippocampo è la regione cerebrale più utilizzata, colture organotipiche possono essere prodotte anche da corteccia, cervelletto, collicoli superiore e inferiore[9], striato, midollo spinale e molte altre regioni[10].
- Le colture organotipiche permettono di studiare facilmente l'effetto di sostanze tossiche e neuroprotettive, mimando la risposta del tessuto cerebrale[9].
- Quando si studiano processi molecolari in colture organotipiche è complesso riconoscere il contributo delle diverse cellule essendo il tessuto composto da più tipologie cellulari.
- Uno degli svantaggi è l'utilizzo di animali, anche se ciò non comporta dolore e sofferenza per loro, in quanto donatori d'organo.
- La preparazione delle colture organotipiche richiede un tecnico specializzato o comunque una preparazione adeguata per evitare il danneggiamento del tessuto durante il protocollo di preparazione.